# Lennon Legend: The Very Best of John Lennon
| 전문가 평가                   | 전문가 평가 |
| 평가 점수                     | 평가 점수   |
| 출처                          | 점수        |
| ----------------------------- | ----------- |
| AllMusic                      | [ 1 ]       |
| MusicHound                    | [ 2 ]       |
| The Rolling Stone Album Guide | [ 3 ]       |

《Lennon Legend: The Very Best of John Lennon》은 1975년의 《Shaved Fish》와 1982년의 《The John Lennon Collection》에 이어 존 레논의 솔로 경력의 세 번째 공식 컴필레이션 음반이다. 두 컬렉션 모두 1984년의 《Milk and Honey》까지 그리고 포함하여 레논의 발매에 걸쳐 있었기 때문에, 《Lennon Legend: The Very Best of John Lennon》은 결정적인 레논 회고록을 수집했다. 그것은 1997년에 팔로폰을 통해 영국에서, 1998년 초 EMI 레코드에 의해 미국에서 발매되었다.

## 배경
《Lennon Legend: The Very Best of John Lennon》은 영국 음반 차트에서 4위로 정점을 찍었고 1998년 5월 영국 축음기 협회에 의해 2배 플래티넘을 인증했다. 이 음반은 2008년 12월 현재 미국과 캐나다에서도 플래티넘을 인증했다. 일본 오리콘 차트의 역사에서, 《Lennon Legend》는 2006년 말까지 190,000장 이상이 팔리면서 상위 40위에 오르지 못한 가장 긴 차트인 음반 중 하나이다.
이 음반은 발매된 지 거의 10년 후인 2007년 6월 18일 30위로 영국 차트에 재진입했다. 이 음반은 애플의 아이팟 터치의 광고에도 등장했다. 같은 이름의 DVD도 돌비 디지털 5.1 서라운드 사운드 오디오 믹스가 포함된 리마스터, 리믹스 및 새로운 뮤직 비디오 시리즈로 2003년에 출시되었다.

## 곡 목록
모든 곡들은 특별한 언급이 없는 한 존 레논에 의해 작사/작곡하였다.
| #   | 제목                                 | 작사·작곡                          | 재생 시간 |
| --- | ------------------------------------ | ---------------------------------- | --------- |
| 1.  | 〈Imagine〉                          |                                    | 3:02      |
| 2.  | 〈Instant Karma!〉                   |                                    | 3:20      |
| 3.  | 〈Mother〉                           |                                    | 3:53      |
| 4.  | 〈Jealous Guy〉                      |                                    | 4:14      |
| 5.  | 〈Power to the People〉              |                                    | 3:17      |
| 6.  | 〈Cold Turkey〉                      |                                    | 5:01      |
| 7.  | 〈Love〉                             |                                    | 3:23      |
| 8.  | 〈Mind Games〉                       |                                    | 4:11      |
| 9.  | 〈Whatever Gets You thru the Night〉 |                                    | 3:19      |
| 10. | 〈#9 Dream〉                         |                                    | 4:46      |
| 11. | 〈Stand by Me〉                      | 벤 E. 킹, 제리 리버, 마이크 스톨러 | 3:27      |
| 12. | 〈(Just Like) Starting Over〉        |                                    | 3:55      |
| 13. | 〈Woman〉                            |                                    | 3:26      |
| 14. | 〈Beautiful Boy (Darling Boy)〉      |                                    | 4:00      |
| 15. | 〈Watching the Wheels〉              |                                    | 3:31      |
| 16. | 〈Nobody Told Me〉                   |                                    | 3:33      |
| 17. | 〈Borrowed Time〉                    |                                    | 4:30      |
| 18. | 〈Working Class Hero〉               |                                    | 3:49      |
| 19. | 〈Happy Xmas (War Is Over)〉         | 오노 요코, 레논                    | 3:33      |
| 20. | 〈Give Peace a Chance〉              |                                    | 4:52      |

## 인증
| 국가                                                                                         | 인증        | 판매량/출하량 |
| -------------------------------------------------------------------------------------------- | ----------- | ------------- |
| 아르헨티나 (CAPIF)                                                                           | 골드        | 30,000^       |
| 오스트레일리아 (ARIA)                                                                        | 4× 플래티넘 | 280,000^      |
| 오스트리아 (IFPI 오스트리아)                                                                 | 골드        | 25,000*       |
| 캐나다 (뮤직 캐나다)                                                                         | 플래티넘    | 100,000^      |
| 독일 (BVMI)                                                                                  | 골드        | 250,000       |
| 일본 (RIAJ)                                                                                  | 골드        | 192,300       |
| 스페인 (PROMUSICAE)                                                                          | 플래티넘    | 100,000^      |
| 스위스 (IFPI 스위스)                                                                         | 골드        | 25,000^       |
| 영국 (BPI)                                                                                   | 3× 플래티넘 | 900,000*      |
| 미국 (RIAA)                                                                                  | 플래티넘    | 1,875,000     |
| 요약                                                                                         |             |               |
| 유럽 (IFPI)                                                                                  | 플래티넘    | 1,000,000*    |
| *판매량을 기반으로 한 인증 · ^출하량을 기반으로 한 인증 · 판매량+스트리밍을 기반으로 한 인증 |             |               |